# Горе-творец
«Горе-творец» (англ. The Disaster Artist) — американский комедийный биографический фильм 2017 года. Премьера состоялась 12 марта 2017 года на мероприятии «South By Southwest», в широкий прокат в США лента вышла 1 декабря 2017 года.

## Сюжет
Сан-Франциско, 1998 год: 19-летний Грег Сестеро знакомится с Томми Вайсо на уроках актёрского мастерства Джина Шелтона после того, как Томми дает затяжное и странное представление сцены из «Трамвай Желание». Грега впечатлило бесстрашие Томми, и они стали друзьями, хотя у Томми есть несколько необычных привычек. Томми настаивает на том, что он из Нового Орлеана, несмотря на странный европейский акцент. По предложению Томми они переезжают в Лос-Анджелес, чтобы заниматься актёрской карьерой. Сестеро обнаруживает, что Вайсо может позволить себе квартиры как в Сан-Франциско, так и в Лос-Анджелесе, но Вайсо не собирается обсуждать свою личную жизнь или источник своего богатства.
Грег подписывает контракт с агентом Айрис Бертон и регулярно посещает прослушивания, в то время как Томми постоянно отказывают агентства, учителя актёрского мастерства, режиссёры и продюсеры. Грег начинает встречаться с Эмбер, которую встретил на её работе в ночном клубе, и Томми начинает завидовать, полагая, что любовные отношения мешают дружеским. Поскольку Томми постоянно не может найти работу, он приходит в уныние. Так как у Грега также нет больше прослушиваний, он делится своими разочарованиями с Томми, который решает снять фильм, в котором они будут играть главные роли.
Томми пишет сценарий под названием «Комната», мелодраму о любовном треугольнике между банкиром Джонни (его играет Томми), его будущей женой Лизой и его лучшим другом Марком. Грег неохотно соглашается на роль Марка, а также становится продюсером. Они берут в аренду продюсерский дом Бернс энд Сойер; Томми настаивает на покупке всего производственного оборудования и одновременной съемке фильма на 35-мм киноплёнку и на цифровую камеру, что является дорогостоящим и ненужным мероприятием. Сотрудники знакомят Томми с Рафаэлем Смаджем и Сэнди Шклэйр, которые становятся его кинооператором и сценаристом соответственно. Актриса Джульетта Даниэль снимается в роли Лизы.
Производство начинается плавно, но с Томми сложно работать. Он забывает свои реплики, опаздывает и отказывается снабжать свою команду такими элементарными вещами, как питьевая вода и кондиционер, в результате чего актриса Кэролайн Миннотт теряет сознание. Во время подготовки к сексуальной сцене Томми отказывается сниматься на закрытой съемочной площадке и унижает Джульетту, указывая на прыщи на её плече перед всей командой. Сняв закулисное видео о производстве фильма, Томми рассказывает, что он знает, что все его ненавидят, и полагает, что никто, включая Грега, не разделяет его видение.
Грег и Эмбер сталкиваются со звездой сериала «Малкольм в центре внимания» Брайаном Крэнстоном, который приглашает Грега сыграть небольшую роль в эпизоде «Малкольма». Роль требует бороды; поскольку Грег должен сбрить бороду для «Комнаты», он умоляет Томми отложить съемки, но Томми отказывается. В последний день съемок Грег обвиняет Томми в том, что тот эгоистичен и лжет на протяжении всей их дружбы, и ставит под сомнение его реальный возраст и происхождение, затем они дерутся, Грег разъяренный уходит с площадки.
Восемь месяцев спустя Эмбер и Грег расстались, и Грег работает в театре. Томми приглашает Грега на премьеру «Комнаты»; к его удивлению, присутствуют весь актёрский состав и съемочная команда. Фильм начинается, зрители смотрят сначала с ужасом, а затем начинают смеяться над плохой игрой Томми, ужасным сценарием и отвратительной техникой кинопроизводства, которая сразу же бросается в глаза. Томми расплакался и ушёл, но Грег утешает его, говоря, что они восхитили публику. С воодушевлением Томми возвращается в театр, когда фильм заканчивается и принимает похвалы за его "комедийный" фильм. Томми приглашает Грега на сцену поблагодарить его, пару удостоили оваций стоя.
В документальном видео Вайсо и Сестеро, посещающих съемки «Комнаты», и титрах рассказываются, что фильм заработал 1800 долларов на фоне заявленного бюджета в 6 миллионов долларов во время его стартового релиза (Вайсо крутил «Комнату» в течение двух недель, чтобы фильм мог претендовать на Оскар), но затем стал прибыльным культовым фильмом. Вайсо и Сестеро остались лучшими друзьями, а возраст Вайсо, его прошлая жизнь и источник дохода остались загадкой. Затем сцены из «Комнаты» сравниваются с реконструкцией сцен, выполненных актёрами фильма «Горе-творец».
В сцене после титров Томми разговаривает с Генри, завсегдатаем вечеринок, который предлагает потусоваться, но Томми отказывается, по-видимому, не обращая внимания на сходство в их акцентах и манеризме.

## В ролях
| Актёр              | Роль                                          |
| ------------------ | --------------------------------------------- |
| Дэйв Франко        | Марк (Грег Сестеро)                           |
| Джеймс Франко      | Джонни (Томми Вайсо)                          |
| Сет Роген          | сценарист Сэнди Шклэйр                        |
| Джош Хатчерсон     | Дэнни (Филип Хэлдимон)                        |
| Эри Грейнор        | Лиза (Джульетта Даниэль)                      |
| Зак Эфрон          | Крис - Р (Дэн Джанджиджиан)                   |
| Джеки Уивер        | Клодетт (Кэролайн Миннотт)                    |
| Ганнибал Бересс    | владелец помещения "Birns and Sawyer"         |
| Эндрю Сантино      | Майк (Скотт Холмс)                            |
| Джун Джайн Рафаэль | Мишель (Робин Пэрис)                          |
| Нейтан Филдер      | Питер (Кайл Вогт)                             |
| Элисон Бри         | Эмбер, девушка Грега Сестеро                  |
| Шэрон Стоун        | Айрис Бертон, агент Грега Сестеро             |
| Пол Шеер           | Рафаэль Смаджа, оператор - постановщик        |
| Джейсон Мандзукас  | Питер Энвей, представитель "Birns and Sawyer" |
| Кейси Уилсон       | директор кастинга                             |
| Грег Сестеро       | агент кастинга                                |
| Джейсон Митчелл    | Нейт                                          |
| Томми Вайсо        | Генри                                         |
| Зои Дойч           | девушка                                       |
| Кетер Донохью      | актриса № 6                                   |

## Критика и мнения
Фильм оказался в центре внимания кинокритиков[уточнить]. Картина выиграла главный приз на фестивале в Сан-Себастьяне, была номинирована на «Золотой глобус» в категории «лучшая комедия или мюзикл» и также на «Оскар» за лучший адаптированный сценарий.
Джеймс Франко в образе Томми Вайсо был очень тепло встречен как критиками, так и зрителями. За роль в картине актёр был номинирован на Премию Гильдии киноактёров США, а также удостоен «Золотого глобуса» в категории «Лучшая мужская роль — комедия или мюзикл».

## Награды и номинации
| Премия                              | Категория                                | Номинант                         | Результат |
| ----------------------------------- | ---------------------------------------- | -------------------------------- | --------- |
| «Оскар»                             | Лучший адаптированный сценарий           | Скотт Нейстадтер, Майкл Х. Уэбер | Номинация |
| «Золотой глобус»                    | Лучший фильм — комедия или мюзикл        |                                  | Номинация |
| «Золотой глобус»                    | Лучшая мужская роль — комедия или мюзикл | Джеймс Франко                    | Победа    |
| «Выбор критиков»                    | Лучшая комедия                           |                                  | Номинация |
| «Выбор критиков»                    | Лучшая мужская роль                      | Джеймс Франко                    | Номинация |
| «Выбор критиков»                    | Лучший комедийный актёр                  | Джеймс Франко                    | Победа    |
| «Выбор критиков»                    | Лучшая адаптированный сценарий           | Скотт Нейстадтер, Майкл Х. Уэбер | Номинация |
| «Независимый дух»                   | Лучшая мужская роль                      | Джеймс Франко                    | Номинация |
| «Спутник»                           | Лучшая мужская роль                      | Джеймс Франко                    | Номинация |
| «Спутник»                           | Лучший адаптированный сценарий           | Скотт Нейстадтер, Майкл Х. Уэбер | Победа    |
| Национальный совет кинокритиков США | Лучший адаптированный сценарий           | Скотт Нейстадтер, Майкл Х. Уэбер | Победа    |
| Национальный совет кинокритиков США | Топ 10 лучших фильмов года               |                                  | Победа    |
| Премия Гильдии киноактёров США      | Лучшая мужская роль                      | Джеймс Франко                    | Номинация |
| Премия Гильдии сценаристов США      | Лучшая адаптированный сценарий           | Скотт Нейстадтер, Майкл Х. Уэбер | Номинация |